# Elyas M’Barek
Elyas M’Barek (født 29. maj 1982 i München, Tyskland), er en tysk skuespiller. Han kendes bl.a. fra tv-serien Türkisch für Anfänger og Fack ju Göhte-trilogien.

## Filmografi

### Biograffilm
- 2001: Mädchen, Mädchen
- 2002: Epsteins Nacht
- 2006: Wholetrain
- 2008: Die Welle
- 2009: Männerherzen
- 2009: Zweiohrküken
- 2010: Teufelskicker
- 2010: Zeiten ändern dich
- 2011: What a Man
- 2011: Wickie auf großer Fahrt
- 2012: Offroad
- 2012: Türkisch für Anfänger
- 2012: Fünf Freunde
- 2012: Heiter bis wolkig
- 2013: Chroniken der Unterwelt – City of Bones (The Mortal Instruments: City Of Bones)
- 2013: Fack ju Göhte
- 2013: Der Medicus
- 2014: Who Am I – Kein System ist sicher
- 2014: Männerhort
- 2015: Traumfrauen
- 2015: Fack ju Göhte 2
- 2016: Willkommen bei den Hartmanns
- 2017: Bullyparade – Der Film
- 2017: Fack ju Göhte 3

### Fjernsynsfilm
- 2001: Riekes Liebe
- 2002: Ich schenk dir einen Seitensprung
- 2003: Die Stimmen
- 2006: Deutschmänner
- 2010: Undercover Love
- 2011: Rottmann schlägt zurück
- 2011: Biss zur großen Pause – Das Highschool Vampir Grusical

### Tv-serier
- 2002: Verdammt verliebt (Folge Jule im Abseits)
- 2002: Samt und Seide
- 2002: Tatort (i afsnittet Totentanz)
- 2003: Forsthaus Falkenau (i afsnittet Vertrauen)
- 2004: Schulmädchen
- 2005: Alarm für Cobra 11 – Einsatz für Team 2 (i afsnittet Zeugenschutz)
- 2006: Abschnitt 40 (i afsnittet Dienstwaffen)
- 2006–2008: Türkisch für Anfänger
- 2007–2008: KDD – Kriminaldauerdienst
- 2008: Großstadtrevier (i afsnittet Das Geheimnis des Hafenpastors)
- 2008: Im Namen des Gesetzes (i afsnittet Schulzeit)
- 2008: Doctor’s Diary
- 2009: Rosa Roth (i afsnittet Das Mädchen aus Sumy)
- 2009: Tatort – Familienaufstellung
- 2009: Nachtschicht (i afsnittet Wir sind die Polizei)
- 2009: Notruf Hafenkante (i afsnittet Knock Out)
- 2009–2011: Doctor’s Diary
- 2009: Alarm für Cobra 11 - Die Autobahnpolizei (i afsnittet Geliebter Feind)
- 2010: Danni Lowinski
- 2010: SOKO 5113 (i afsnittet Zimmer 105)
- 2012: Die Märchenstunde (i afsnittet Kalif Storch)
- 2013: Bully macht Buddy (i afsnittet Der Müslimann)

### Kortfilm
- 2014: Feier den Moment

### Musikvideoe
- 2015: Wild & Free - Lena